# Schleuderer

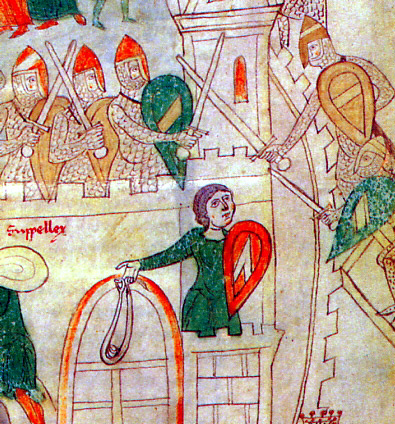
Mittelalterlicher Schleuderer (Liber ad honorem Augusti sive de rebus Siculis, 1196)

Ein Schleuderer oder auch Schleuderschütze ist eine Person, die mit einer Schleuder oder auch Stockschleuder bewaffnet ist. Im Militär war ein Schleuderschütze ein Krieger, Soldat oder Söldner, der zur Leichten Infanterie bzw. zur Hilfstruppe gehörte und als Plänkler eingesetzt wurde. In den römischen Legionen wurden die Schleuderer nach deren Schleuder Funda, funditores genannt. Schleuderer wurden von der Jungsteinzeit bis zur frühen Neuzeit eingesetzt. Sie waren eine (kostengünstige) Alternative zu Bogenschützen und Speerwerfern. Als Schleuder-Munition dienten besonders geformte Steine oder Schleuderbleie, die bemerkenswert treffsicher und weit geschleudert werden konnten.
Im alten Rom gab es Kunst-Schleuderer, die in öffentlichen Darbietungen grapefruitgroße Steine mit wahrscheinlich kurzer Reichweite warfen.
Noch heute gibt es Sport-Schleuderer, die in Wettbewerben auf Zielscheiben werfen. So werden beispielsweise auf den Balearen, deren Bewohner schon zu römischer Zeit für die Schleuderkunst berühmt waren, Meisterschaften im Schleudern ausgetragen.